# ویکی‌پدیای گالیک اسکاتلندی
ویکی‌پدیای گالیک اسکاتلندی، نسخه زبان گالیک اسکاتلندی وب‌گاه ویکی‌پدیا است.
این دانشنامه تا ۱۰ اکتبر ۲۰۱۱ با بیش‌از ۸٬۴۰۰ مقاله در رده صدودوازدهم ویکی‌پدیاها قرار داشت. در ۱۹ مه ۲۰۱۲ همراه با ویکی‌پدیای تاجیکی از مرز ۱۰٫۰۰۰ مقاله گذشت و در رده صدویازده ویکی‌پدیاها قرار گرفت.